# 安吉乡
安吉乡，是中华人民共和国四川省达州市大竹县下辖的一个乡镇级行政单位。

## 行政区划
安吉乡下辖以下地区：
街道社区、川堂村、安吉村、接龙桥村、繁荣村、东灵村、响滩坡村和红岩村。